# Јавни акваријум и тропикаријум Београд
Јавни акваријум и тропикаријум Београд је јавни акваријум и тераријум који се налази у Београду, на општини Савски венац у насељу Дедиње. Основан је 2014. године, а за јавност је отворен од 2015. године. У Јавном акваријум налази се поставка бројних врста риба, гмизаваца и водоземаца, међу којима су пиране, камелеони, гекони, морске звезде и хоботнице.

## Историјат
Акваријум је основан 2014. године, али је званично отворен за јавност 2015. године. Током прве године посетило га је преко 10.000 људи. Јавни акваријум састоји се из објекта површине 400 km² и отвореног дела који је касније преуређен — са малим базенима (језерима) и бонсаи баштом, исте површине.

## Поставка
Састоји се од поставке са око 300 врста кичмењака, од чега највише има различитих врста риба, затим гмизаваца, водоземаца и др. Живи свет Акваријума чини око 90% наставног плана и програма за школски предмет биологија. Врсте су издвојене према биотопима:
- Јадрански биотоп (мурина, хоботнице и морске звезде)
- Амазонски биотоп (пиране, дискуси, ароване и скалари)
- Азијски битоп (пангазијуси и ботије)
- Биотоп Црвеног мора (разне врсте корала)
- Аустралијски биотоп

Осим поменутих биотопа, постоји и мала вештачка језера на отвореном са кои шаранима и корњачама, као и изложба бонсаи дрвећа.

## Догађаји
У Јавном акваријуму се одржавају бројни програми, манифестације и радионице за децу предшколског нивоа, затим ученике основних и средњих школа, али и студенте универзитета. Током 2016. године Акваријум је први пут учествовао у годишњој манифестацији Ноћ музеја у Београду.
Акваријум има биоскопску салу у којој се организују тематске пројекције образовних и краткометражних филмова на тему акваристике и воденог биљног и животињског света.